# Trần Văn Chung
Trần Văn Chung (sinh năm 1962) là một chính khách Việt Nam. Ông từng là Chủ tịch Hội đồng nhân dân tỉnh Nam Định khóa XVIII, nhiệm kỳ 2016–2021. Trong Đảng Cộng sản Việt Nam, ông từng là Phó Bí thư Thường trực Tỉnh ủy Nam Định khóa XIX, nhiệm kỳ 2015–2020.

## Lý lịch và học vấn
Trần Văn Chung sinh ngày 20 tháng 7 năm 1962, quê quán xã Hải Tây, huyện Hải Hậu, tỉnh Nam Định;
Trình độ:
- Chuyên môn: Kỹ sư nông nghiệp;
- Lý luận chính trị: Cử nhân.

## Sự nghiệp
Trần Văn Chung đã trải qua các cương vị như: Giám đốc Sở Địa chính, Giám đốc Sở Tài nguyên và Môi trường, Bí thư Huyện ủy Ý Yên, Phó Chủ tịch Ủy ban nhân dân tỉnh, Bí thư Thành ủy Nam Định;
Sáng ngày 14/4/2015, tại kỳ họp thứ 13 (kỳ họp bất thường) Hội đồng nhân dân tỉnh Nam Định khóa XVII nhiệm kỳ 2011-2016, với 98,2% số phiếu tán thành, ông Trần Văn Chung, Phó Bí thư Thường trực Tỉnh ủy Nam Định đã được bầu giữ chức Chủ tịch Hội đồng nhân dân tỉnh Nam Định nhiệm kỳ 2011 -2016; thay ông Phạm Hồng Hà;
Chiều ngày 24/9/2015, Đại hội đại biểu Đảng bộ tỉnh Nam Định lần thứ XIX, nhiệm kỳ 2015 - 2020 đã bầu Trần Văn Chung tái đắc cử Phó Bí thư Thường trực Tỉnh ủy.
Ngày 16/6/2016, Hội đồng nhân dân tỉnh Nam Định khóa XVIII, nhiệm kỳ 2016-2021 tổ chức kỳ họp thứ nhất bầu Trần Văn Chung, Phó Bí thư Thường trực Tỉnh ủy, Chủ tịch Hội đồng nhân dân tỉnh Nam Định nhiệm kỳ 2011-2016 tái đắc cử Chủ tịch Hội đồng nhân dân tỉnh Nam Định nhiệm kỳ 2016-2021, với tỷ lệ số phiếu cao 66/67, đạt tỉ lệ 98,5%.